# Primeiro Consistório Ordinário Público de 1853

## Cardeais Eleitores
| Nº                  | País               | Nome                               | Idade              | Cargo                                                       | Título ou Diaconia                                           |
| Cardeais eleitores  | Cardeais eleitores | Cardeais eleitores                 | Cardeais eleitores | Cardeais eleitores                                          | Cardeais eleitores                                           |
| ------------------- | ------------------ | ---------------------------------- | ------------------ | ----------------------------------------------------------- | ------------------------------------------------------------ |
| 1                   | Hungria            | Ján Krstiteľ Scitovský             | 67                 | Arcebispo de Esztergom-Budapeste                            | Cardeal-presbítero de Santa Cruz de Jerusalém                |
| 2                   | França             | François Nicholas Madeleine Morlot | 57                 | Arcebispo de Tours                                          | Cardeal-presbítero de Santos Nereu e Aquileu                 |
| 3                   | Itália             | Giusto Recanati, O.F.M.Cap.        | 63                 | Administrador apostólico da Senigallia                      | Cardeal-presbítero de Santos Doze Apóstolos                  |
| 4                   | Itália             | Domenico Savelli                   | 60                 | Ministro de Estado dos Estados Papais                       | Cardeal-diácono de Santa Maria em Aquiro                     |
| 5                   | Itália             | Prospero Caterini                  | 57                 | Assessor da Sagrada Congregação da Inquisição               | Cardeal-diácono de Santa Maria da Scala                      |
| 6                   | Itália             | Vincenzo Santucci                  | 57                 | Secretário da SC dos Assuntos Eclesiásticos Extraordinários | Cardeal-diácono de Santos Vito, Modesto e Crescência         |
| Revelado In Pectore |                    |                                    |                    |                                                             |                                                              |
| 7                   | Itália             | Giovanni Brunelli                  | 54                 | Núncio apostólico na Espanha                                | Cardeal-presbítero de Santa Cecília                          |
| 8                   | Itália             | Michele Viale-Prelà                | 57                 | Núncio apostólico na Áustria                                | Cardeal-presbítero de Santos André e Gregório no Monte Celio |